# Godnje
Godnje este o localitate din comuna Sežana, Slovenia, cu o populație de 86 de locuitori.